# Reussia lata
Reussia lata är en mossdjursart som först beskrevs av Androsova 1958.  Reussia lata ingår i släktet Reussia och familjen Bryocryptellidae. Inga underarter finns listade i Catalogue of Life.